# Festivali i Këngës 50
Festivali i Këngës 2011 var den femtionde upplagan av den albanska musiktävlingen Festivali i Këngës. Tävlingen ägde rum i Pallati i Kongreseve i landets huvudstad Tirana mellan den 26 och 29 december 2011. Vann tävlingen gjorde Rona Nishliu med låten "Suus". Den albanska skådespelaren Nik Xhelilaj var värd för tävlingen, tillsammans med den tidigare Miss Albanien-vinnaren Hygerta Sako och Enkeleida Zeko. Shpëtim Saraçi var i detta års upplaga tävlingens direktör.
I och med att 2011:års upplaga av tävlingen var dess 50-årsjubileum spreds den ut över fyra dagar, i stället för tre. Under den tredje av dessa fyra dagar medverkade ett flertal kända och populära artister från de 49 tidigare upplagorna.

## Upplägg
2011 års upplaga av Festivali i Këngës anordnades i vanlig ordning i Pallati i Kongreseve i Tirana. Eftersom 2011 års upplaga var den 50:e hölls tävlingen under fyra dagar, i stället för tre. Den 26 december hölls den första semifinalen, där hälften av deltagarna tävlade om platserna till finalen. Den andra semifinalen, med den andra hälften av deltagarna, hölls den 27 december. Den 28 december framfördes 26 tidigare vinnande bidrag, och den 29 december hölls finalen som avgjorde vem som vann 2011 års tävling. Precis som i tidigare upplagor framfördes musiken live av en orkester. Dessutom beslutade man att röstningen skulle skötas helt av en jury, precis som i tidigare upplagor av tävlingen.

### Jury
Tävlingen avgjordes av en professionell jury, som offentliggjordes den 23 december 2011. Detta år bestod juryn av sju medlemmar:
- Zhani Ciko
- Zana Shuteriqi
- Robert Rakipllari
- Redon Makashi
- Edi Xhani
- Aldo Shllaku
- Ndriçim Xhepa

## Deltagare
Bidrag till tävlingen kunde skickas in till Radio Tirana fram till den 14 oktober 2011. Tävlingens samtliga deltagare skulle offentliggöras i oktober 2011, men redan den 13 oktober 2011 bekräftade Elhaida Dani sitt deltagande. Den 22 oktober meddelade RTSH officiellt samtliga deltagare. Flera kända namn ställde upp i tävlingen, som Frederik Ndoçi, Mariza Ikonomi och Flori Mumajesi.

## Semifinaler

### Semifinal 1
Den första semifinalen gick av stapeln den 26 december 2011 i Pallati i Kongreseve i Tirana. 14 artister tävlade om de 10 platserna till finalen den 29 december. Bidragen markerade med guldfärg gick vidare till finalen.

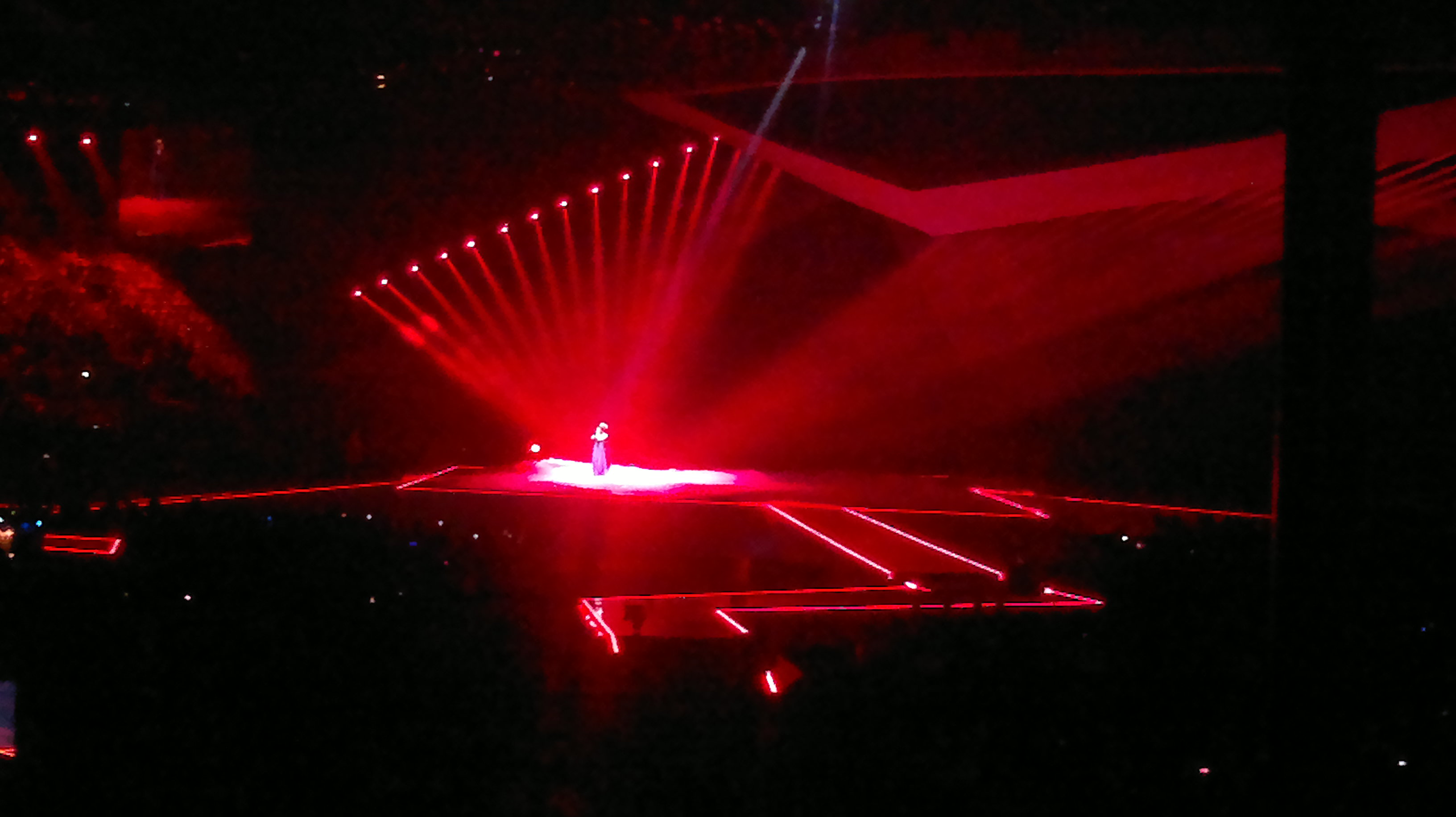
Tävlingens vinnare, Rona Nishliu, på scen vid Eurovision Song Contest 2012 i Baku.

| Nr | Artist               | Låt                      | Text / Musik                        | Resultat |
| -- | -------------------- | ------------------------ | ----------------------------------- | -------- |
| 1  | Gerta Mahmutaj       | Pyete zemrën             | Rozana Radi / Flamur Shehu          | Vidare   |
| 2  | Entela Zhula         | Ndjehem bosh             | Entela Zhula / Edmond Veizaj        | Utslagen |
| 3  | Bashkim Alibali      | Këngën time merr vehtë   | Jorgo Papingji / Bashkim Alibali    | Vidare   |
| 4  | Samanta Karavello    | Zgjomë një tjetër ëndërr | Pandi Laço / Gent Myftaraj          | Vidare   |
| 5  | Endri & Stefi Prifti | Iluzion                  | Timo Flloko / Voltan Prodani        | Vidare   |
| 6  | Rona Nishliu         | Suus                     | Rona Nishliu / Florent Boshnjaku    | Vidare   |
| 7  | Rudina Delia         | Më kërko                 | Rudina Delia / Luan Zhegu           | Vidare   |
| 8  | Marjeta Billo        | Vlen sa një jetë         | Arben Duka / Klodian Qafoku         | Vidare   |
| 9  | Claudio La Regina    | Kur të pasha             | Claudio La Regina / F.Scaravaglione | Utslagen |
| 10 | Hersi Matmuja        | Aty ku më le             | Agron Tufa / Shpëtim Kushta         | Vidare   |
| 11 | Orinda Huta          | Dorëzohem                | Tyrin Hyska / Alban Kondi           | Utslagen |
| 12 | Altin Goci           | Kthehem prapë            | K. Shehu / Altin Goci               | Vidare   |
| 13 | Elton Deda           | Kristal                  | Sokol Marsi / Elton Deda            | Vidare   |
| 14 | Evans Rama           | Ti nuk mundesh           | Ilir Hoxha / Fabian Asllani         | Utslagen |

### Semifinal 2
I den andra semifinalen ställde ytterligare 14 artister upp. Artister markerade med guldfärg gick vidare till finalen.
| Nr | Artist            | Låt                    | Text / Musik                             | Resultat |
| -- | ----------------- | ---------------------- | ---------------------------------------- | -------- |
| 1  | Toni Mehmetaj     | Ëndrra e parë          | Agim Doçi / Edmond Zhulali               | Vidare   |
| 2  | Dr. Flori         | Personale              | Dr. Flori                                | Vidare   |
| 3  | Kamela Islami     | Mbi yje                | I. Sojli / Alban Male                    | Vidare   |
| 4  | Frederik Ndoci    | Oh..jeta ime           | Frederik Ndoci / Lejla Agolli            | Vidare   |
| 5  | Marsida Saraçi    | Eja më merr            | Arbër Arapi / Enis Mullaj                | Utslagen |
| 6  | Bojken Lako       | Të zakonshëm           | Bojken Lako                              | Vidare   |
| 7  | Sindi Berisha     | Braktisur              | P. Truja / Kristi Popa                   | Utslagen |
| 8  | Mariza Ikonomi    | Më ler të të dua       | Jorgo Papingji / Sokol Marsi             | Vidare   |
| 9  | Kujtim Prodani    | Digjem                 | A. Biba / Kujtim Prodani                 | Utslagen |
| 10 | Iris Hoxha        | Pa ty asnjë sekond     | L. Shqiponja / Edmon Rrapi               | Vidare   |
| 11 | Sajmir Braho      | Ajër                   | I. Kurti & Sajmir Braho / Ilir Dangellia | Vidare   |
| 12 | Goldi Halili      | Rroj për dashurinë     | Agim Doçi / Fatrin Krajka                | Utslagen |
| 13 | Xhensila Myrtezaj | Lulet mbledh për hënën | Perikli Papingji / Genti Lako            | Vidare   |
| 14 | Elhaida Dani      | Mijëra vjet            | Sokol Marsi / Endri Sina                 | Vidare   |

## Final
Finalen gick av stapeln den 29 december 2011 i Pallati i Kongreseve. Totalt hade 20 bidrag kvalificerat sig från semifinalerna och dessa kom att delta i finalen. Vann gjorde Rona Nishliu på 77 poäng, 22 poäng före tvåan Elton Deda.
| Nr | Artist               | Låt                      | Text / Musik                             | Poäng | Plats |
| -- | -------------------- | ------------------------ | ---------------------------------------- | ----- | ----- |
| 1  | Bojken Lako          | Të zakonshëm             | Bojken Lako                              | 18    | 10    |
| 2  | Sajmir Braho         | Ajër                     | I. Kurti & Sajmir Braho / Ilir Dangellia | 50    | 3     |
| 3  | Marjeta Billo        | Vlen sa një jetë         | Arben Duka / Klodian Qafoku              | 0     | 14    |
| 4  | Hersi Matmuja        | Aty ku më le             | Agron Tufa / Shpëtim Kushta              | 0     | 14    |
| 5  | Xhensila Myrtezaj    | Lulet mbledh për hënën   | Perikli Papingji / Genti Lako            | 8     | 13    |
| 6  | Toni Mehmetaj        | Ëndrra e parë            | Agim Doçi / Edmond Zhulali               | 10    | 12    |
| 7  | Iris Hoxha           | Pa ty asnjë sekond       | L. Shqiponja / Edmon Rrapi               | 19    | 9     |
| 8  | Gerta Mahmutaj       | Pyete zemrën             | Rozana Radi / Flamur Shehu               | 0     | 14    |
| 9  | Bashkim Alibali      | Këngën time merr vehtë   | Jorgo Papingji / Bashkim Alibali         | 0     | 14    |
| 10 | Altin Goci           | Kthehem prapë            | K. Shehu / Altin Goci                    | 38    | 5     |
| 11 | Elton Deda           | Kristal                  | Sokol Marsi / Elton Deda                 | 55    | 2     |
| 12 | Endri & Stefi Prifti | Iluzion                  | Timo Flloko / Voltan Prodani             | 25    | 6     |
| 13 | Rona Nishliu         | Suus                     | Rona Nishliu / Florent Boshnjaku         | 77    | 1     |
| 14 | Kamela Islami        | Mbi yje                  | I. Sojli / Alban Male                    | 25    | 6     |
| 15 | Frederik Ndoci       | Oh..jeta ime             | Frederik Ndoci / Lejla Agolli            | 0     | 14    |
| 16 | Mariza Ikonomi       | Më ler të të dua         | Jorgo Papingji / Sokol Marsi             | 13    | 11    |
| 17 | Elhaida Dani         | Mijëra vjet              | Sokol Marsi / Endri Sina                 | 0     | 14    |
| 18 | Rudina Delia         | Më kërko                 | Rudina Delia / Luan Zhegu                | 0     | 14    |
| 19 | Samanta Karavello    | Zgjomë një tjetër ëndërr | Pandi Laço / Gent Myftaraj               | 47    | 4     |
| 20 | Dr. Flori            | Personale                | Dr. Flori                                | 21    | 8     |

### Röstningsresultat
|           |                      | Domare   |          |            |              |         |               |    |    |
| Totalt    | A. Sllaku            | E. Xhani | N. Xhepa | R. Makashi | Z. Shuteriqi | Z. Ciko | R. Rakipllari |    |    |
| Deltagare | Rona Nishliu         | 77       | 12       | 12         | 12           | 7       | 12            | 12 | 10 |
| Deltagare | Elton Deda           | 55       | 5        | 7          | 8            | 10      | 10            | 10 | 5  |
| Deltagare | Sajmir Braho         | 50       | 6        | 10         | 10           | 6       | 8             | 8  | 2  |
| Deltagare | Samanta Karavello    | 47       | 8        | 6          | 4            | 12      | 7             | 6  | 4  |
| Deltagare | Altin Goci           | 38       | 1        | 4          | 6            | 4       | 6             | 5  | 12 |
| Deltagare | Kamela Islamaj       | 25       | 7        | 0          | 5            | 0       | 5             | 0  | 8  |
| Deltagare | Endri & Stefi Prifti | 25       | 3        | 2          | 7            | 5       | 0             | 1  | 7  |
| Deltagare | Dr. Flori            | 21       | 10       | 3          | 3            | 0       | 2             | 3  | 0  |
| Deltagare | Iris Hoxha           | 19       | 2        | 5          | 1            | 3       | 1             | 7  | 0  |
| Deltagare | Bojken Lako          | 18       | 4        | 0          | 0            | 8       | 4             | 2  | 0  |
| Deltagare | Mariza Ikonomi       | 13       | 0        | 8          | 0            | 2       | 0             | 0  | 3  |
| Deltagare | Toni Mehmetaj        | 10       | 0        | 1          | 0            | 1       | 3             | 4  | 1  |
| Deltagare | Xhensila Myrtezaj    | 8        | 0        | 0          | 2            | 0       | 0             | 0  | 6  |
| Deltagare | Marjeta Billo        | 0        | 0        | 0          | 0            | 0       | 0             | 0  | 0  |
| Deltagare | Hersi Matmuja        | 0        | 0        | 0          | 0            | 0       | 0             | 0  | 0  |
| Deltagare | Gerta Mahmutaj       | 0        | 0        | 0          | 0            | 0       | 0             | 0  | 0  |
| Deltagare | Bashkim Alibali      | 0        | 0        | 0          | 0            | 0       | 0             | 0  | 0  |
| Deltagare | Frederik Ndoci       | 0        | 0        | 0          | 0            | 0       | 0             | 0  | 0  |
| Deltagare | Elhaida Dani         | 0        | 0        | 0          | 0            | 0       | 0             | 0  | 0  |
| Deltagare | Rudina Delia         | 0        | 0        | 0          | 0            | 0       | 0             | 0  | 0  |